# Miqueliopuntia miquelii
Miqueliopuntia miquelii este o specie de cactus unica din genul Miqueliopuntia. Este nativă din zona de coastă a statului Chile.

## Sinonime
- Opuntia miquelii Monv.
- Austrocylindropuntia miquelii (Monv.) Backeb.
- Cylindropuntia miquelii (Monv.) Backeb.
- Maihueniopsis miquelii (Monv.) R.Kiesling